# Ка Корнијани (Венеција)
Ка Корнијани (итал. Ca' Corniani) је насеље у Италији у округу Венеција, региону Венето.
Према процени из 2011. у насељу је живело 68 становника. Насеље се налази на надморској висини од 1 м.